# Jakob Henderikus van der Veen

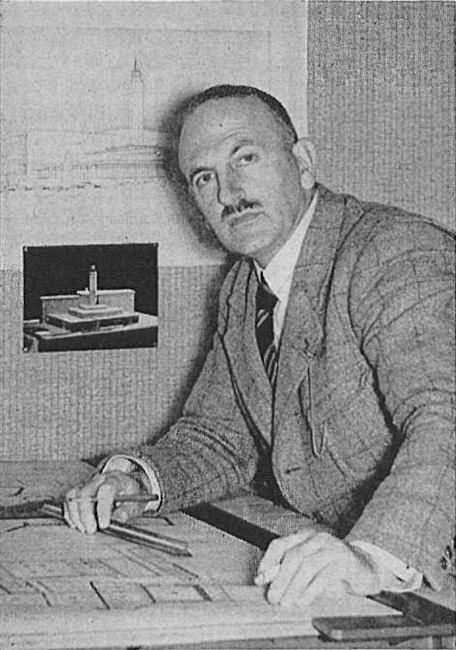
Jakob Henderikus van der Veen poserend met zijn winnende ontwerp voor de nieuwe NCRV studio te Hilversum, ca. 1939.

Jakob Henderikus van der Veen (1890-1944) was een Nederlands architect. Hij ontwierp voornamelijk kerkgebouwen en scholen in de stijl van de Amsterdamse school.

## Biografie

### Jeugd
Van der Veen werd geboren in het Friese Driesum, in de gemeente Dantumadeel op 21 april 1890. Hij was de zoon van de gereformeerd predikant Reinder Jan van der Veen.
Van der Veen had op de HBS interesse in bouwkunde, maar zijn vader had bedenkingen en stond hem niet toe hiervoor een opleiding te volgen. Daarop vertrok Van der Veen naar Amsterdam om als bouwkundig tekenaar te werken.

### Loopbaan als architect
Zijn talent werd snel onderkend en als inmiddels architect B.N.A. ontwierp hij in de stijl van de Amsterdamse school maar bleef daarnaast zijn gereformeerde achtergrond trouw.
Van der Veen ontwierp verscheidene gereformeerde scholen en kerkgebouwen te Amsterdam, Utrecht, Zwolle, Dedemsvaart, Bolsward, Deventer, Maartensdijk, Groenekan, Landsmeer, Maarseveen, IJmuiden, Haarlemmermeer, Osdorp, De Groote IJpolder, Hilversum en Terneuzen.
Hij ontwierp ook de uitbreiding van de begraafplaats Vredenhof, de van Betke's Cacao- en Chocoladefabriek, en in samenwerking met vakgenoot Tjeerd Kuijpers de Johannes stichting te Nieuwveen. Ook leidde hij in 1933 de verbouwing en inrichting van het Paedologisch Instituut van de VU aan de Vossiusstraat te Amsterdam. In de jaren dertig maakte hij een herindelingsontwerp van het advocatenkantoor van Henri Grosheide aan de Keizersgracht 586 in Amsterdam.
Hij had zitting in meerdere besturen, zoals van de Vereniging voor Christelijk Middelbaar Onderwijs te Amsterdam, de Vereniging voor Lichamelijke Opvoeding op Gereformeerde Grondslag te Sloterdijk en de Gereformeerde Wijkverpleging te Amsterdam. Ook ontwierp hij voor de in Hilversum het studiogebouw van de omroep NCRV, opgeleverd in 1940, dat inmiddels een rijksmonument is.

### Rol in het gereformeerd verzet te Amsterdam
In de Tweede Wereldoorlog werd hij actief in het verzet bij de LO / KP-Amsterdam, verantwoordelijk voor het verzorgen van onderduikplekken.
De Gereformeerde gemeenschap was in grote meerderheid zeer fel tegen de opkomst van het Nationaalsocialisme in Nederland. De Synode nam al in 1936 de regel aan dat lidmaatschap van de NSB niet verenigbaar was met het lidmaatschap van de Gereformeerd kerk.
In de nacht van 1 op 2 september 1944 vond een inval plaats door de Sicherheitsdienst op de Witte de Withstraat 117, waar het gezin van der Veen woonachtig was. Het adres was naar verluidt in een boekje genoteerd dat was aangetroffen bij de eerder opgepakte verzetsstrijder Fritz Conijn.
Op het moment van de inval waren zoons Jaap en Reinder Jan (als 'Gijs' bij het gewapende verzet van de K.P. Amsterdam), thuis in onderduik om te ontkomen aan de 'Arbeitseinsatz', de regel waarbij alle enigszins gezonde Nederlandse mannen in Duitsland dwangarbeid moesten verrichten, veelal in de wapenfabrieken waar de geallieerde bommenwerpers het op hadden voorzien.
De broers in de kelder werden ontdekt maar wisten alsnog weg te komen, bij de uitbraak ten minste één Duitse soldaat neerschietend.
Hun vader Jakob werd meegevoerd en nog kort gegijzeld om zo zijn zoons te bewegen zich over te geven. Ze hebben daar niet aan toegegeven. Nog dezelfde week op vermoedelijk 6 september 1944 werd Jakob van der Veen op 53-jarige leeftijd te Kamp Vught zonder vorm van proces vermoord door een vuurpeloton van de Nederlandse SS. Hij werd later opgenomen in het verzetsgedenkboek Het Grote Gebod.
Hij liet een vrouw en vier kinderen achter. De twee zoons hebben de oorlog overleefd en bleven de rest van de oorlog actief in het gewapend verzet, onder meer door het opblazen van wachtbunkers en Duitse leger voertuigen. Na de oorlog besloot zoon Reinder Jan, die in de oorlog nog bouwkunde studeerde voor de studie theologie te kiezen.
Van der Veen is begraven op begraafplaats Vredenhof in Amsterdam.